# Österreichische Amilcar-Automobil
Die Österreichische Amilcar-Automobil AG war ein Hersteller von Automobilen aus Österreich.

## Unternehmensgeschichte
Das Unternehmen wurde 1924 in Wien zur Produktion von Automobilen gegründet. Der Firmensitz war im Wiener Arsenal. Direktor war Karl Pfeffer. Der Markenname lautete Amilcar. 1925 endete die Produktion.

## Fahrzeuge
Vorbild der Fahrzeuge waren die Modelle von Amilcar. Dabei handelte es sich um sportliche Kleinwagen.